# بيير جانسين
بيير جانسين (بالفرنسية: Pierre Jules César Janssen)‏ (كما يعرف باسمه الثاني جول جانسين) هو عالم فلك فرنسي عاش بين 22 فبراير 1824 و23 ديسمبر 1907. ينسب لبيير جانسين اكتشاف عنصر الهيليوم.

## اكتشاف الهيليوم
من أهم إنجازات جانسين اكتشافه لعنصر الهيليوم حدث ذلك عندما لاحظ وجود خط أصفر لامع في طيف الإصدار للغلاف اللوني للشمس أثناء حادثة كسوف كلّي للشمس في الهند عام 1868. في ذات العام تمكن عالم الفلك البريطاني جوزيف نورمان لوكير من ملاحظة نفس الخط وأكد أن العنصر جديد لا يوجد على الأرض (لم يكن قد اكتشف حينها على الأرض) وأسماه الهيليوم نسبة للشمس.

## انجازات أخرى
عين رئيسا للجمعية الفلكية في فرنسا من 1895-1897، وفام بانشاء جائزة جول يانسن التي تمنح كل سنة لعالم فلك فرنسي محترف أو لعالم فلك من جنسية أخرى تقديراً للعمل الفلكي بشكل عام، أو للخدمات المقدمة لعلم الفلك.
تختلف هذه الجائزة عن ميدالية يانسن (تم إنشاؤها عام 1886)، والتي تمنحها الأكاديمية الفرنسية للعلوم تخليدا لذكراه، وتسمى أيضًا باسم يانسن.

## روابط خارجية
- بيير جانسين على موقع IMDb (الإنجليزية)
- بيير جانسين على موقع الموسوعة البريطانية (الإنجليزية)
- بيير جانسين على موقع إن إن دي بي (الإنجليزية)
- بيير جانسين على موقع قاعدة بيانات الفيلم (الإنجليزية)